# Doxocopa modica
Doxocopa modica är en fjärilsart som beskrevs av Hans Fruhstorfer 1907. Doxocopa modica ingår i släktet Doxocopa och familjen praktfjärilar. Inga underarter finns listade i Catalogue of Life.